# Djougou III
Djougou III ist ein Arrondissement im Département Donga im westafrikanischen Staat Benin. Es ist eine Verwaltungseinheit, die der Gerichtsbarkeit der Kommune Djougou untersteht.

## Demografie und Verwaltung
Gemäß der Volkszählung 2013 des beninischen Statistikamtes INSAE hatte das Arrondissement 27.585 Einwohner, davon waren 13.821 männlich und 13.764 weiblich.
Von den 122 Dörfern und Quartieren der Kommune Djougou entfallen zwölf auf Djougou III:
1. Angara
2. Baparapé
3. Batoulou
4. Batoulou Mounla
5. Noumanè
6. Déndougou
7. Sinassingou
8. Formagazi
9. Kpamalangou
10. Zémbougou-Béri
11. Zountori
12. Sehvessi